# Erzbistum Perugia-Città della Pieve
Das Erzbistum Perugia-Città della Pieve (lateinisch Archidiocesis Perusina-Civitatis Plebis, italienisch Arcidiocesi di Perugia-Città della Pieve) ist eine in Italien gelegene Erzdiözese der römisch-katholischen Kirche mit Sitz in Perugia.
Es entstammt als Bistum Perugia bereits dem 2. Jahrhundert. Am 27. März 1882 wurde das immediate Bistum zum Erzbistum erhoben und blieb als solches auch weiterhin dem Apostolischen Stuhl unterstellt.
Sein wohl berühmtester Bischof war Papst Leo XIII.